# Bernard Alane
Bernard Alane, all'anagrafe Bernard Noël Vetel (Parigi, 25 dicembre 1948) è un attore e doppiatore francese.

## Biografia
Figlio dell'attrice Annick Alane, Bernard Alane è noto soprattutto per le sue collaborazioni con il regista Edouard Moliano e come doppiatore, avendo prestato la propria voce nel doppiaggio francese di attori di altro profilo come  John Malkovich (Il tè nel deserto), Kevin Spacey (C'eravamo tanto odiati, Il prezzo di Hollywood), Bill Murray (Ed Wood), David Bowie (Basquiat, The Prestige), Geoffrey Rush (Shine), Stanley Tucci (The Core, Il diavolo veste prada, E.R. - Medici in prima linea, Julie & Julia, Amabili resti, Easy Girl, Burlesque, Captain America, The Hunger Games, Transformers 4 - L'era dell'estinzione), Ralph Fiennes (In Bruges) e Michael Douglas (Dietro i candelabri).
Molto attivo anche sulle scene, Alane ha recitato in numerosi allestimenti di classici del teatro britannico (Le allegre comari di Windsor, Pigmalione, Romeo e Giulietta, L'importanza di chiamarsi Ernesto), francese (Il tartufo, Il borghese gentiluomo, Il medico volante, Le furberie di Scapino) e italiano (L'impresario delle Smirne, Miseria e nobiltà). Apprezzato interprete di musical, Alane ha recitato anche in produzioni francesi di Kiss Me, Kate e La Cage aux Folles, mentre nel 1987 è stato candidato al Laurence Olivier Award al miglior attore in un musical per la sua interpretazioni in Bless the Bride in scena a Londra. Ha ricevuto inoltre due candidature al Premio Molière, massimo riconoscimento del teatro francese.

## Filmografia

### Attore

#### Cinema
- Louis de Funès e il nonno surgelato (Hibernatus), regia di Édouard Molinaro (1969)
- Mio zio Beniamino, l'uomo dal mantello rosso (Mon oncle Benjamin, l'homme à l'habit rouge), regia di Édouard Molinaro (1969)
- Dracula padre e figlio (Dracula père et fils), regia di Édouard Molinaro (1976)
- La vie parisienne, regia di Christian-Jaque (1977)
- Violette Nozière, regia di Claude Chabrol (1978)
- Un giorno sul set (Qu'est-ce qu'on attend pour être heureux!), regia di Coline Serreau (1982)
- L'estate dei nostri 15 anni (L'été de nos quinze ans), regia di Marcel Jullian (1983)
- Le Soulier de satin, regia di Manoel de Oliveira (1985)
- Le goûter chez Niels, regia di Didier Martiny - cortometraggio (1986)
- Les amies de ma femme, regia di Didier Van Cauwelaert (1992)
- L'arrière-pensée, regia di Henri-Louis Poirier - cortometraggio (1992)
- L'échappée belle, regia di Étienne Dhaene (1996)
- Sulle mie labbra (Sur mes lèvres), regia di Jacques Audiard (2001)
- Nella mia pelle (Dans ma peau), regia di Marina de Van (2002)
- La lune viendra d'elle-même, regia di Marie-Jan Seille (2004)
- Espace détente, regia di Yvan Le Bolloc'h e Bruno Solo (2005)
- Le dernier épisode de Dallas, regia di Guillaume Husson - cortometraggio (2006)
- L'offre et la demande, regia di Frédéric Farrucci - cortometraggio (2007)
- Agathe Cléry, regia di Étienne Chatiliez (2008)
- Donnant donnant, regia di Isabelle Mergault (2010)

#### Televisione
- Par mesure de silence, regia di Philippe Ducrest – film TV (1967)
- Les saintes chéries – serie TV, 2 episodi (1971)
- Tartuffe, regia di Marcel Cravenne – film TV (1971)
- La belle aventure, regia di Jean Vernier – film TV (1971)
- Joseph Balsamo, regia di André Hunebelle – miniserie TV, 3 episodi (1973)
- La porteuse de pain, regia di Marcel Camus – miniserie TV, 7 episodi (1973)
- Le plus malin s'y laisse prendre, regia di Jacques Pierre – film TV (1973)
- Byron libérateur de la Grèce ou Le jardin des héros, regia di Pierre Bureau – film TV (1973)
- Le médecin volant, regia di Edmond Tiborovsky – film TV (1973)
- Molière pour rire et pour pleurer, regia di Marcel Camus – miniserie TV (1973)
- Les fourberies de Scapin, regia di Jean-Paul Carrère – film TV (1973)
- Au bois dormant, regia di Pierre Badel – film TV (1975)
- I compagni di Eleusis (Les compagnons d'Eleusis) – serie TV (1975)
- La fleur des pois, regia di Raymond Rouleau – film TV (1975)
- Le siècle des lumières, regia di Claude Brulé – film TV (1976)
- Il commissario Moulin (Commissaire Moulin) – serie TV, 1 episodio (1977)
- Les folies Offenbach, regia di Michel Boisrond – miniserie TV, 1 episodio (1978)
- Les amours sous la Révolution – serie TV, 2 episodi (1978)
- Le coq de Bruyère, regia di Gabriel Axel – film TV (1980)
- Histoires étranges, regia di Pierre Badel e Peter Kassovitz – miniserie TV, 1 episodio (1980)
- Les amours des années folles – serie TV, 1 episodio (1980)
- Les bons bourgeois, regia di Pierre Desfons – film TV (1981)
- Zadig ou La destinée, regia di Jean-Paul Carrère – film TV (1981)
- Le soulier de satin, regia di Alexandre Tarta – film TV (1982)
- Le petit théâtre d'Antenne 2 – serie TV, 2 episodi (1980-1982)
- Quatre acteurs à bout de souffle, regia di Jérôme Habans – film TV (1982)
- Les amours romantiques – serie TV, 1 episodio (1983)
- Les amours des années 50 – serie TV, 1 episodio (1985)
- Au théâtre ce soir – serie TV, 14 episodi (1970-1985)
- Des toques et des étoiles, regia di Roger Pigaut – miniserie TV (1986)
- Cinéma 16 – serie TV, 1 episodio (1987)
- La baleine blanche – serie TV, 2 episodi (1987)
- L'asso della Manica (Bergerac) – serie TV, 1 episodio (1991)
- Faux frère, regia di Vincent Martorana – film TV (1991)
- Imogène – serie TV, 1 episodio (1992)
- La dame de lieudit, regia di Philippe Monnier – film TV (1993)
- Ferbac – serie TV, 1 episodio (1994)
- Cherche famille désespérément, regia di François Luciani – film TV (1994)
- Nestor Burma – serie TV, 1 episodio (1995)
- Comment épouser un héritage?, regia di Patrice Ambard – film TV (1995)
- V'la l'cinéma ou le roman de Charles Pathé, regia di Jacques Rouffio – film TV (1995)
- Extrême limite – serie TV, 1 episodio (1995)
- Le JAP, juge d'application des peines – serie TV, 1 episodio (1995)
- Les mercredis de la vie – serie TV, 1 episodio (1996)
- La vie avant tout, regia di Miguel Courtois – film TV (1996)
- L'histoire du samedi – serie TV, 1 episodio (1997)
- Le baiser sous la cloche, regia di Emmanuel Gust – film TV (1998)
- Docteur Sylvestre – serie TV, 1 episodio (1998)
- Ferchaux – serie TV, 1 episodio (2001)
- La crim' – serie TV, 1 episodio (2002)
- Le miroir d'Alice, regia di Marc Rivière – film TV (2002)
- Père et maire – serie TV, 1 episodio (2003)
- Il commissario Cordier (Les Cordier, juge et flic) – serie TV, 2 episodi (1997-2003)
- Haute coiffure, regia di Marc Rivière – film TV (2004)
- Alice Nevers - Professione giudice (Alice Nevers: Le juge est une femme) – serie TV, 1 episodio (2005)
- Le grand Charles – serie TV, 2 episodi (2006)
- Le fantôme du lac, regia di Philippe Niang – film TV (2007)
- L'affaire Sacha Guitry, regia di Fabrice Cazeneuve – film TV (2007)
- Gaston Lagaffe – serie TV (2009)
- Au siècle de Maupassant: Contes et nouvelles du XIXème siècle – serie TV, 1 episodio (2010)
- Camping paradis – serie TV, 1 episodio (2012)
- 15 jours ailleurs, regia di Didier Bivel – film TV (2015)
- Pierre Brossolette ou les passagers de la lune, regia di Coline Serreau – film TV (2015)
- Delitto a... (Meurtres à...) – serie TV, 1 episodio (2018)
- Monchhichi – serie TV, 27 episodi (2017-2019)
- Capitaine Marleau – serie TV, 1 episodio (2019)
- Commissaire Magellan – serie TV, 24 episodi (2009-2021)

### Doppiatore
- Babar (Babar: The Movie), regia di Alan Bunce (1989) - Versione francese
- Le nuove avventure di Lucky Luke (Les nouvelles aventures de Lucky Luke) – serie TV, 13 episodi (2001-2003)
- The Tigger Movie Read-Along DVD - cortometraggio (2002) Uscito in home video
- Treasure Planet Read-Along DVD - cortometraggio (2003) Uscito in home video
- Kingdom Hearts II - videogioco (2005) - Versione francese
- Asterix e i vichinghi (Astérix et les Vikings), regia di Stefan Fjeldmark e Jesper Møller (2006) - Versione francese
- Space goofs - Vicini, troppo vicini! (Les zinzins de l'espace) – serie TV, 52 episodi (2002-2006)
- U, regia di Serge Elissalde (2006)
- Lucky Luke e la più grande fuga dei Dalton (Tous à l'Ouest: Une aventure de Lucky Luke), regia di Olivier Jean Marie (2007)
- Jasper und das Limonadenkomplott, regia di Eckart Fingberg e Kay Delventhal (2008) - Versione francese
- Mandarine & Cow – serie TV (2008)
- Arthur e la vendetta di Maltazard (Arthur et la vengeance de Maltazard), regia di Luc Besson (2009) - Versione francese
- I Dalton (Les Dalton) – serie TV, 189 episodi+2 speciali (2010-2015)
- Il libro della giungla (The Jungle Book) – serie TV, 53 episodi (2010-2019)
- Star Wars: The Old Republic - videogioco (2011) - Versione francese
- La bottega dei suicidi (Le magasin des suicides), regia di Patrice Leconte (2012)
- Le Père Frimas, regia di Iouri Tcherenkov - cortometraggio (2013)
- Il castello magico (The House of Magic), regia di Jeremy Degruson, Ben Stassen e Mimi Maynard (2013) - Versione francese
- Muumit Rivieralla, regia di Xavier Picard e Hanna Hemilä (2014) - Versione francese
- Wakfu – serie TV, 2 episodi (2010-2014)
- Asterix e il regno degli dei (Astérix: Le domaine des dieux), regia di Louis Clichy ed Alexandre Astier (2014)
- Dofus - Livre 1: Julith, regia di Jean-Jacques Denis ed Anthony Roux (2015)
- Place publique, regia di Agnès Jaoui (2018)
- Asterix e il segreto della pozione magica (Astérix: Le secret de la potion magique), regia di Alexandre Astier e Louis Clichy (2018)
- Astérix: Attention Menhir!, regia di François-Xavier Aubague ed Arnaud Bouron - cortometraggio (2019)
- Wish - Il potere dei desideri (Wish, Asha et la bonne ètoile) regia di Chris Buck e Fawn Veerasunthorn (2023) - Versione francese